# シロヨモギ
シロヨモギ（白蓬、学名:Artemisia stelleriana）はキク科ヨモギ属の多年草。

## 特徴
地下茎を長く伸ばす。花茎は高さ20-60cmになる。花のつかない短茎や茎の下部の葉は0.6-3cmになる葉柄をもって互生し、葉身は特に厚く、卵形または長楕円形で長さ3-9cmになる。葉は2-3対に羽状に中裂し、裂片は鈍頭で、両面ともにくも毛が密生し白色になる。
花期は8-10月。頭花は花茎に狭い円錐花序につき、頭花は長さ7mm、幅8-10mmの球形、総苞は4片で、白綿毛に包まれる。頭花は舌状花がなく筒状花のみで構成される。果実は狭長楕円形で長さ3mmの痩果になる。
全体が白い綿毛でおおわれ、雪白色になるため、シロヨモギ（白蓬）という。

## 分布と生育環境
温帯から寒帯に分布する。日本では、北海道、本州の新潟県・茨城県以北に分布し、日当たりのよい海岸の砂地に生育する。世界では、樺太、千島、朝鮮、カムチャツカ、オホーツク海沿岸に分布する。

## ギャラリー
- 総苞片も白綿毛に包まれる。
- 短茎の葉。